# Gašpar Glavanić
Gašpar Glavanić ili Kaspar, Kašpar Glavanić (mađarski Glavanich Gáspár) (Štikapron, 4. siječnja, 1833. – Vorištan, 14. prosinca, 1872.) hrvatski (gradišćanski) pisac, rimokatolički svećenik. Glavanić je provestio gradišćanskohrvatsku književnost od novobarokne tradicije u novu dobu.
Glavanić je pohađao srednju školu u Šopronu, teologiju u Juri od 1853. do 1857. i tu ostaje kao ceremonijar biskupa Jánosa Simora u biskupskom dvoru, pa kapelan i profesor u preparandijii u Šopronu. 1862. godine je došao za župnika u Hrvatsku, u Vedešin. Do smrti je bio svećenik u Vorištanu. Bio je lovu i ozlijedio se, od kojih posljedica je umro.
Bogato i obuhvatno mu je književno i pripremno djelovanje u jeziku i crkvenom področju. Oko mladoga Glavanića i Jure Horvata su se počeli okuplati novi književnici i intelektualci, koji su obnovili gradišćanskohrvatski jezik i književnost, kao Martin Zeichmann, Aleksander Robica, Šimon Biric, Mihovilj Naković, Martin Borenić, ili Ivan Mušković. Osnivanje Kerstjanszko-Katolicsanszkog Kalendara je bio početak nove književnosti. Glavanić je pisao nove pobožne knjige, pjesme i predložio o gradišćanskohrvatskom pravopisu, a ni mogao izvršiti jezičnoga reforma, jer je vrlo mlad umro.

## Djela
- Početnica za katoličansku školsku mladost s osobitim obzirom na hérvatske škole u Ugarskom kraljevstvu (1859.)
- Evangjelja, Epistole i Štenja za vse nedĕlje i svetke katoličanskoga crikvenoga leta, z múkum Spasitelja našega, i jednim prilogom (1860.)
- Pèrva Štanka za katoličansku školsku mladost (1860.)
- Postovani Domorodci! (1869.)
- Pèrva Čitanka za katoličansku školsku mladost (1871.)
- Prirodopisz (Naturgeschichte) za hervatszke skole jurszke biskupie (1873.)